# Teriparatide
Teriparatide è un polipeptide sintetico, ricombinante, dell'ormone umano paratiroideo. Il composto è costituito dal frammento aminoacidico 1-34 dell'ormone umano paratiroideo (hPTH 1-34), che rappresenta la porzione N-terminale e biologicamente attiva. Teriparatide acetato può essere utilizzato come farmaco nel trattamento di alcune forme di osteoporosi, così come in ambito diagnostico per via endovenosa nella diagnosi differenziale dell'ipoparatiroidismo e dello pseudoipoparatiroidismo. In Italia viene prodotto e venduto dalla società farmaceutica Eli Lilly con il nome commerciale di Forsteo nella forma farmacologica di soluzione per iniezione sottocutanea, in una penna preriempita con 20 mcg (μg) di principio attivo.

## Farmacodinamica
L'ormone paratiroideo endogeno (PTH) è un peptide costituito da 84 aminoacidi con attività di regolazione del metabolismo del calcio e del fosfato, esercitata in particolare a livello del distretto osseo e renale. Teriparatide (hPTH 1-34) è il frammento attivo (1-34) dell'ormone paratiroideo umano endogeno.
Il PTH fisiologicamente aumenta la calcemia: in parte esercita questo effetto aumentando l'assorbimento intestinale di calcio ed incrementando il riassorbimento tubulare dello stesso ione, mentre al tempo stesso aumenta l'eliminazione renale di fosfato. Buona parte dell'aumento della calcemia, però, si realizza incrementando il riassorbimento osseo (l'osso è molto ricco di calcio).
Così, dosaggi cronicamente elevati di PTH comportano una riduzione dei depositi ossei. Tuttavia si è visto che un'esposizione intermittente a PTH attiva gli osteoblasti più di quanto non agisca sugli osteoclasti. Questo tipo di esposizione stimola l'osteogenesi per effetto dell'azione sugli osteoblasti, le cellule deputate alla formazione di osso, con un risultato netto di aumento della densità minerale ossea.
La stimolazione prevalente degli osteoblasti rispetto agli osteoclasti da parte della teriparatide aumenta l'ossificazione sulle superfici trabecolari e corticali dell'osso.

## Farmacocinetica
L'emivita del composto somministrato per via sottocutanea è di circa 1 ora, rispecchiando il tempo di assorbimento dal sito di iniezione.
Il farmaco viene eliminato dall'organismo per clearance epatica ed extra-epatica. Il volume di distribuzione è circa 1,7 l/kg. Fegato e reni sono le sedi del metabolismo periferico dell'ormone paratiroideo, e quindi di (hPTH 1-34).

## Usi clinici
Teriparatide acetato è stato utilizzato per via sottocutanea nel trattamento dell'osteoporosi.

Il farmaco è indicato per l'uso in donne in postmenopausa con osteoporosi ad alto rischio di frattura o con una storia di fratture osteoporotiche, nonché in pazienti con molteplici fattori di rischio per frattura, e per i pazienti che hanno fallito o sono intolleranti ad altre terapie disponibili per l'osteoporosi.
In uno studio su 21 pazienti affetti da tale patologia la somministrazione giornaliera dell'ormone per 6-24 mesi ha prodotto un aumento sostanziale del volume dell'osso iliaco trabecolare. 
In alcuni pazienti si è assistito a un miglioramento del bilancio di calcio e fosfati. 
L'associazione dell'ormone con calcitriolo somministrato per via orale ha migliorato l'assorbimento intestinale e la ritenzione totale di calcio e fosforo.
È stato però osservato che la somministrazione quotidiana dell'ormone per 7 giorni successivi, seguita da un trattamento orale con calcitriolo di 21 giorni, per almeno 16 cicli, ha paradossalmente ridotto il turnover delle ossa. 
Ciò ha suggerito che le cellule che iniziano il turnover nelle ossa, sensibili all'ormone paratiroideo, necessitano di uno stimolo più prolungato. 
Si è osservato che la somministrazione giornaliera di teriparatide acetato con successivi supplementi di estrogeni rende positivo il bilancio del calcio.
Tale associazione si è dimostrata efficace nell'osteoporosi spinale post-menopausa. 
La terapia combinata di frammento paratiroideo 1-38 per via sottocutanea e calcitonina nasale spray ha dato risultati preliminari incoraggianti nel trattamento dell'osteoporosi.
Teriparatide è anche indicata per aumentare la massa ossea negli uomini affetti da osteoporosi primaria o da ipogonadismo, ad alto rischio di fratture, in pazienti con multipli fattori di rischio per frattura, e per i pazienti che hanno fallito o sono intolleranti ad altre terapie dell'osteoporosi disponibile.
Il farmaco è anche indicato anche per il trattamento di uomini e donne con osteoporosi indotta da un trattamento prolungato con glucocorticoidi per via sistemica.

### Usi off-label
Teriparatide è stata utilizzata, come terapia off-label, per velocizzare la riparazione delle fratture e trattare le pseudoartrosi (mancata consolidazione di una frattura dopo circa 6 mesi dall'evento traumatico).

## Tossicologia
Studi eseguiti su animali (ratti, topi o conigli) hanno messo in evidenza che teriparatide non è né genotossico, né in grado di produrre effetti teratogeni.

## Effetti collaterali e indesiderati
In corso di trattamento con teriparatide acetato nausea, dolore agli arti, cefalea e vertigini sono gli effetti avversi che si riscontrano con maggiore frequenza. La somministrazione del farmaco per via endovenosa può invece causare disturbi di natura gastrointestinale, quali sensazione di sapore metallico in bocca, parestesie (formicolìo) alle estremità oppure dolore nel sito di iniezione.

## Controindicazioni
Il composto è controindicato nei soggetti con ipersensibilità nota al principio attivo oppure ad uno qualsiasi degli eccipienti presenti nella forma farmacologica. È inoltre controindicato in soggetti affetti da persistente ipercalcemia o con grave insufficienza renale.

Teriparatide non deve essere utilizzata da soggetti con un aumentato rischio di sviluppare osteosarcoma: questi pazienti sono quelli affetti da malattia ossea di Paget oppure che presentano una inspiegabile elevazione dei livelli plasmatici di fosfatasi alcalina, che hanno subito una precedente terapia radiante dello scheletro (sia da fonte esterna che da impianto interno).

Il composto non deve essere utilizzato da soggetti che siano affetti da metastasi ossee oppure che presentino tumori maligni allo scheletro.

## Dosi terapeutiche
Teriparatide viene somministrata nei soggetti adulti tramite una iniezione giornaliera per via sottocutanea, nella coscia o nell'addome. La dose raccomandata è di 20 µg al giorno. Si ricorda che l'attività di teriparatide acetato è espressa in termini di attività dell'ormone paratiroideo umano. 0,1 unità di ormone paratiroideo umano corrisponde a 100 ng di ormone purificato liofilizzato.

## Uso diagnostico
Nell'ipoparatiroidismo l'ipocalcemia e l'iperfosfatemia sono conseguenti ad un deficit endogeno dell'ormone paratiroideo.
Nello pseudoipoparatiroidismo, invece, si manifestano una serie di disordini caratterizzati da una resistenza periferica all'azione dell'ormone paratiroideo, normosecreto.
I soggetti affetti da pseudoipoparatiroidismo si distinguono in due gruppi a seconda della risposta alla somministrazione di ormone paratiroideo.
- Pseudoipoparatiroidismo di tipo I: in questi pazienti si può rilevare normocalcemia o ipocalcemia ma, in seguito a somministrazione di ormone paratiroideo, non è possibile evidenziare un aumento dell'escrezione urinaria di fosfati e di AMPc.
- Pseudoipoparatiroidismo di tipo II: in questi soggetti è invece possibile evidenziare come la somministrazione di ormone paratiroideo provoca un aumento della concentrazione urinaria di AMPc ma non di fosfati.

Teriparatide acetato è usato per distinguere tra ipoparatiroidismo e pseudoipoparatiroidismo di tipo I e II.
Allo scopo si ricorre alla esecuzione del cosiddetto test di Ellsworth Howard che consiste semplicemente nel dosare i fosfati urinari a seguito della somministrazione di paratormone.
Più indicativo è il test modificato di Ellsworth Howard in cui il flusso urinario viene iniziato e mantenuto con continua assunzione di acqua e le concentrazioni urinarie di AMPc e di fosfati vengono misurate a tempi stabiliti prima e dopo l'iniezione intravenosa di teriparatide acetato.

Alcuni studiosi oltre al frammento aminoacidico 1-34 (hPTH 1-34) o teriparatide, hanno impiegato in diagnostica anche il frammento aminoacidico 1-38 (hPTH 1-38).